# Phellodermidae
Phellodermidae is een familie van sponsdieren uit de klasse van de Demospongiae (gewone sponzen).

## Geslachten
- Echinostylinos Topsent, 1927
- Phelloderma Ridley & Dendy, 1886